# Profil fantôme
L'expression profil fantôme (en anglais shadow profile) désigne pour les réseaux sociaux, et particulièrement Facebook, la collecte de données associée à une personne qui ne les a pas fournies elle-même. Le profilage fantôme permet notamment l'identification de personnes qui ne se sont jamais inscrites sur le réseau.
Les données sont souvent collectées via des personnalités tierces qui sont inscrites sur le réseau social et partagent avec lui leurs carnets de contacts.

## Histoire
En 2011, Max Schrems, activiste et étudiant en droit, accuse Facebook, entre autres infractions, de conserver des données de tierces personnes pour conserver des profils fantômes.
La première preuve de l'existence d'un tel profilage est révélée en 2013 à la suite d'une erreur, lorsque la fonctionnalité d'export des données personnelles par un utilisateur comportait également les données fantômes de ses contacts,.
Lors d'une audition de Mark Zuckerberg au Sénat américain en avril 2018, le fondateur du réseau social a confirmé collecter des informations sur les non-membres.
En décembre 2018, l'ONG Privacy International révèle que Facebook a accès aux données même de ceux qui ne sont pas inscrits sur le réseau social par le biais d'application tierces installées sur Android, comme celle du moteur de recherche de voyages Kayak par exemple. Facebook n'explique pas comment ces données sont utilisées.